# Cynism
Cynism, termen har flera olika likartade betydelser. Den mest populära betydelsen avser en närmast känslokall livsåskådning (illusionslös).
Det kan även syfta på att bara se människan och/eller samhället som det är, utan att påverkas av vedertagna regler och normer. Den senare betydelsen härstammar från termens ursprung, den kyniska skolan i antikens Grekland vilken inte förespråkade känslokyla utan oberoende och självbehärskning. Den mest kända cynikern var Diogenes från Sinope.
En vanligt förekommande definition i adjektivmening kan även syftas med att en person nästan är pessimistisk, med en kritisk insyn på saker och ting som i en generalisering av andras tolkningar är något negativt. 
Detta är en modern glidning då titeln cyniker tidigare avsåg en person som förkastade både pessimism och optimism och valde den ohämmat sakliga vägen där man anstränger sig för att inte färga verkligheten med orimligt positiv eller negativ inställning av skepticism. En illusionslöshet där man försöker att inte tro något dåligt eller bra som man inte har grund till, utan se både positiva och negativa element och erkänna dem för det de verkligen är, respektive. Detta har ofta av optimister setts som en sorts pessimism, vilket format språkbruket.